# 강릉시 (1988년 선거구)
강릉시는 대한민국의 옛 국회의원 선거구이다. 당시 강원도 강릉시 지역을 관할했다.

## 역사
제13대 국회의원 선거를 앞두고 강릉시·명주군·양양군 선거구에서 분리되면서 신설되었다.
1995년 1월, 강릉시와 명주군이 통합되면서 통합 강릉시가 출범하였다. 이에 제15대 국회의원 선거를 앞두고 통합 강릉시가 2개의 선거구를 구성하게 되면서 강릉시 선거구도 강릉시 갑, 강릉시 을 선거구로 분리되면서 폐지되었다.

## 역대 국회의원
| 선거   | 정당 | 정당         | 의원   |
| ------ | ---- | ------------ | ------ |
| 1988년 |      | 신민주공화당 | 최각규 |
| 1992년 |      | 무소속       | 최돈웅 |

## 역대 선거 결과

### 대한민국 제13대 국회의원 선거
|  | 61.98% |

|  | 29.39% |

|  | 6.82% |

|  | 1.79% |

### 대한민국 제14대 국회의원 선거
|  | 37.63% |

|  | 25.35% |

|  | 23.29% |

|  | 9.60% |

|  | 4.11% |